# Matidia spatulata
Matidia spatulata es una especie de arañas araneomorfas de la familia Clubionidae.

## Distribución geográfica
Es endémica de Taiwán.